# 2009年热带风暴埃里卡
热带风暴埃里卡（英語：Tropical Storm Erika）是一场持续时间很短，只对小安的列斯群岛构成轻微影响的热带气旋，也是2009年大西洋飓风季第5场获得命名的风暴。系统源于9月1日小安的列斯群岛附近的东风波，虽然结构杂乱无章，但还是跳过热带低气压阶段，直接由气象组织归类成热带风暴并以“埃里卡”命名。当晚，气旋达到风力时速85公里、最低气压1004毫巴（百帕，29.65英寸汞柱）的最高强度。此后不久，风暴因风切变增多而开始减弱，到9月2日时，埃里卡的强度已在热带风暴标准下限徘徊。当晚，气旋从瓜德罗普上空经过并进入加勒比海。9月3日，低气压中心同对流活动完全分离，风暴随即降级成热带低气压。这天夜间，气旋退化成残留低气压，最终于9月4日在波多黎各附近逐渐消散。
埃里卡的强度不高，所以途经小安的列斯群岛期间引起的破坏程度很轻。瓜德罗普测得310毫米雨量，引发洪灾和山体滑坡，岛上有1万2000人失去供电。气旋退化成残留低气压前，还有另外多个岛屿测得中等程度雨量。风暴残留在波多黎各降下暴雨，最高降雨量有193毫米，在多地引发洪灾。

## 气象历史
8月25日，一股离开非洲西海岸的东风波行进至佛得角群岛附近，并带有层次混乱的对流活动。次日，东风波周围的东流在系统向西穿越大西洋期间开始呈现出组织迹象。8月28日，东风波已发展出低气压区。前方环境有利于系统进一步发展，但低气压区的组织结构却在8月29日变得更加混乱，环流中心仅有少量对流持续。次日，系统快速组织，中心周围逐渐发展出雨带和雷暴，美国国家飓风中心认为低气压区很可能会在24小时内成为热带低气压。虽然对流结构理想，但系统中缺乏明确的下层环流中心，所以美国国家飓风中心此时还没有开始针对系统发布公告。
9月1日，飓风猎人侦察机飞入低气压区后发现闭合环流中心和热带风暴强度风速。确定有下层环流中心存在后，美国国家飓风中心将系统归类成热带风暴并以“埃里卡”（Erika）命名，系统至此成为2009年大西洋飓风季第5场获命名的风暴。受中等强度风切变的影响，风暴结构仍略显混乱，部分中心同对流分离。但气象机构预计，由于水温较高，埃里卡会在几天内增强成强烈热带风暴。北侧的中层高压脊促使气旋存在期间总体保持朝西面移动。成为热带气旋数小时后，风暴达到持续风速每小时85公里，最低气压1004毫巴（百帕，29.65英寸汞柱）的最高强度。不过，气象部门在当时的实际操作中是根据飓风猎人所测数据把埃里卡的最强风力时速定在95公里。美国国家飓风中心在风暴过后重新分析侦察机的读数，认为之前高估了埃里卡的强度。到了9月2日早上，气旋结构已变得非常混乱，飓风猎人的报告中称庞大的风暴内很可能存在多个环流中心。
风切变开始增多的时间早于预测模型预期，受其影响，埃里卡的强度在当天上午就降至热带风暴下限。协调世界时9月2日18:30分左右，风暴中心从瓜德罗普上空经过，此时其风速约为每小时65公里，然后就进入加勒比海东部。系统环流变得长条状，并开始退化成低压槽。美国国家飓风中心认为，由于整体规模非常庞大，埃里卡的中心有可能在其它位置重组并重新增强。经过短暂的对流增长，风暴强度略有回升，然后就在风切变的影响下再度减弱。到了9月3日下午，气旋中心已完全没有对流，美国国家飓风中心因此将之降级成热带低气压。此后不久，美国国家飓风中心发布针对埃里卡的最后一份公告，宣布系统已消退成残留低气压区。次日，风暴残留逼近波多黎各南岸，令该岛普降暴雨。系统最终于9月4日夜间在波多黎各以南约140公里洋面消散。

## 防灾措施

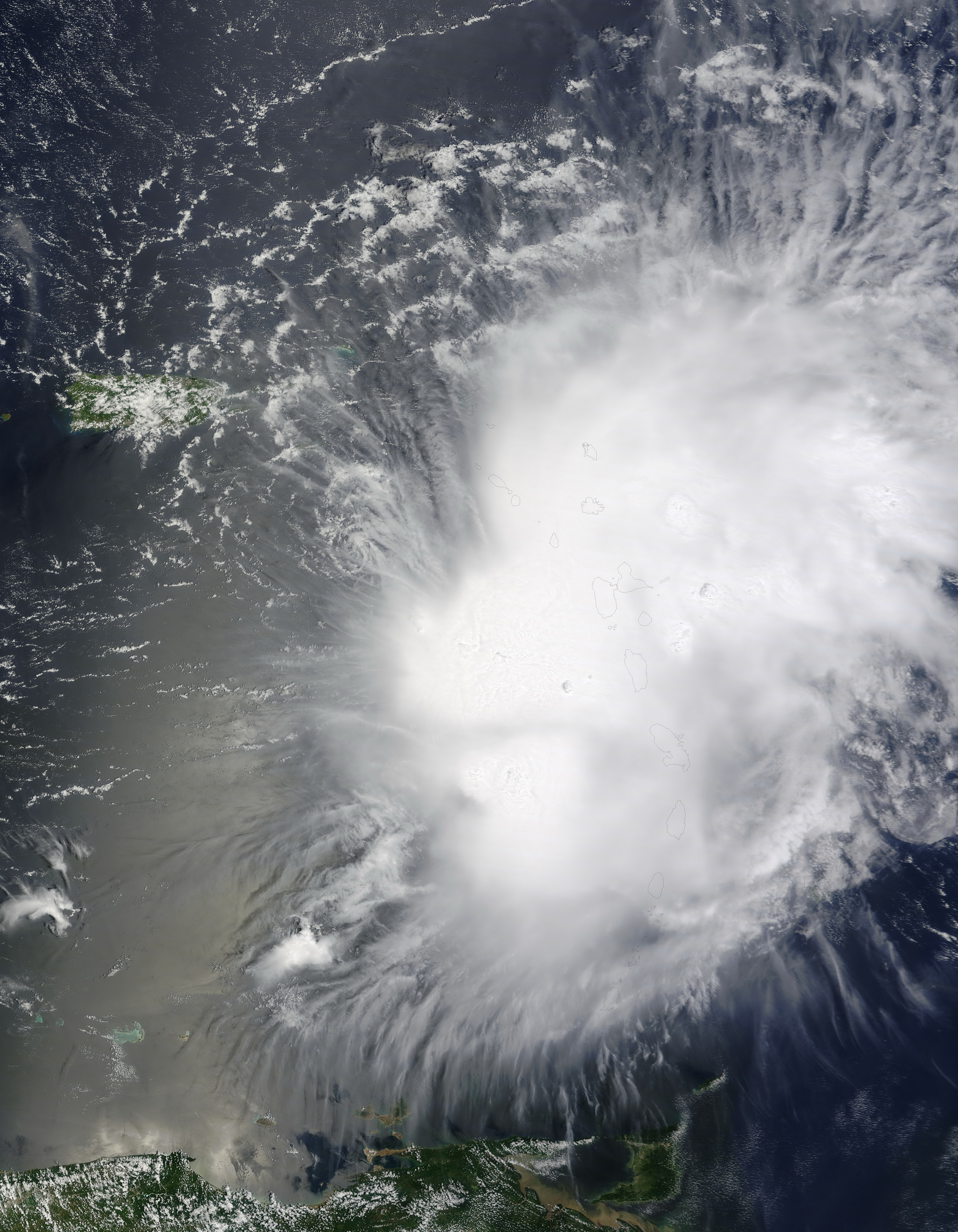
9月3日，位于加勒比海的热带风暴埃里卡

随着热带风暴埃里卡于9月1日成形，荷属圣马丁、安地卡岛、巴布达岛、圣基茨岛、尼维斯、安圭拉、圣马丁岛和圣巴泰勒米均收到热带风暴观察预警。次日，由于气旋逼近小安的列斯群岛，上述所有热带风暴预警均升级成热带风暴警告。埃里卡进入加勒比海之际，多米尼克接获热带风暴警告，波多黎各、美属及英属维尔京群岛进入热带风暴观察预警生效状态。9月3日清晨，风暴在加勒比地区东部飘移，上述热带风暴观察预警全部升级成热带风暴警告。当晚，多米尼克和瓜德罗普的热带风暴警告停止生效，其它地区的警告均在不久后中止。
圣克洛伊岛的霍芬萨炼油厂出口原油日产量约有50万桶，但由于岛上各港口均予关闭，炼油厂也暂时停厂。9月3日，多米尼克所有的商铺、企业都因风暴威胁而关闭。为防万一，安提瓜和巴布达所有的学校和地方机场全部关闭。“嘉年华荣耀号”（Carnival Glory）及皇家加勒比的另一艘邮轮推迟靠岸日期，在海上多停留1天时间，以期避开风暴。圣马丁岛和圣巴泰勒米都进入警戒级别第2低的橙色预警状态，瓜德罗普则进入警戒级别最低的黄色预警状态。波多黎各政府官员于9月4日关闭学校和政府办事处，并在岛上各地开设共433个避难所。多米尼加共和国政府向9个省发布警告，以防万一。附近的海地也发出气旋可能产生暴雨的警报。

## 影响

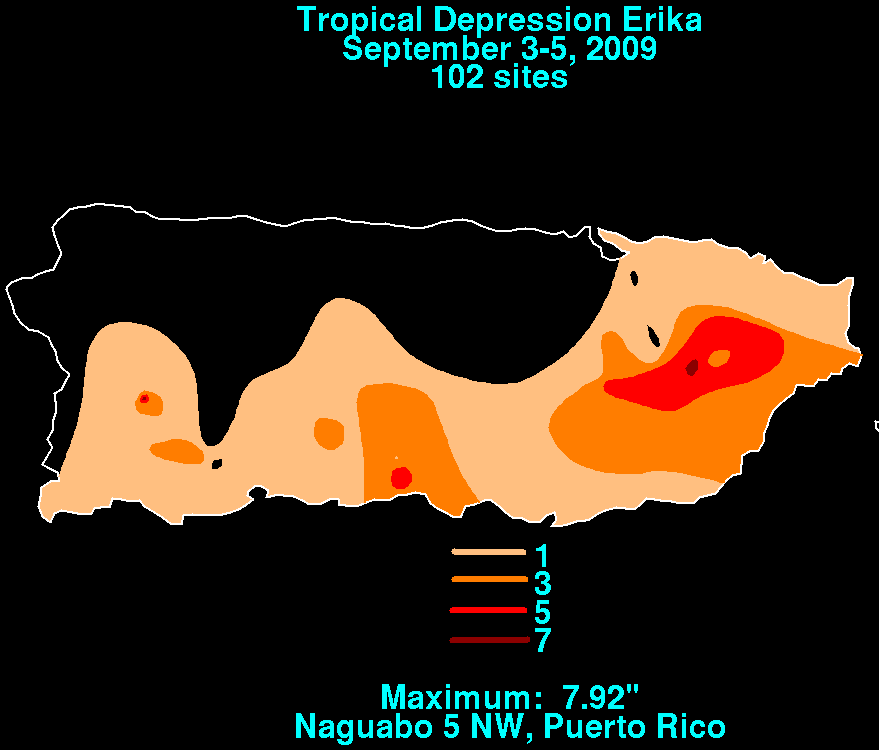
埃里卡在波多黎各的降水分布

9月3日，受埃里卡产生暴雨引发的洪灾影响，多米尼克所有政府建筑暂时关闭。据报导，小萨凡纳发生山体滑坡，导致道路封闭。气旋在瓜德罗普产生暴雨，多地降雨量超过200毫米，局部地区因此爆发洪灾。拉代西拉德岛的降雨量最高，达310毫米，还以240毫米刷新24小时降雨量纪录。玛丽-加朗特岛测得每小时90公里的持续风速，布扬特（Bouillante）还发生岩崩。洪水令多条道路无数通行。风暴期间，估计岛上共有1万2000人失去供电。特立尼达岛山麓沿线的降雨量达到140毫米，圣马丁岛的最高降雨量也有94毫米。美属维尔京群岛的24小时降雨量为41毫米，引发轻度洪灾。
埃里卡的残留在波多黎各产生大量降水，致使包括拉普拉达河、洛伊萨河在内的多条河流泛滥，引起大规模洪灾。纳瓜沃有气象站测得201毫米雨量。另有多地测得的降雨量在100毫米以上。瓜尼卡有多户民宅被淹，经济损失约为5000美元。拉斯彼德拉斯的受灾程度最重，洪灾导致的损失数额约为1万5000美元。岛上还有河流水位上涨到8.92米，比洪水水位还高2.22米。法哈多有多户民居被洪水淹没，估计损失数额约有1万美元。此外，卡瓜斯也因洪灾蒙受了价值5000美元的破坏。面对持续性的降水和洪灾威胁，多米尼加共和国向圣母省、赛堡省、阿托马约省、银山省、山美纳省、杜华德省和玛丽亚·桑其斯省发布洪灾警报。